# Jean Chrétien

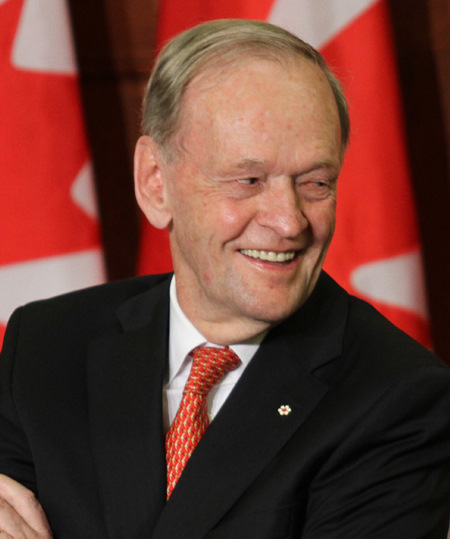
Jean Chrétien (2010)

Joseph Jacques Jean Chrétien OM, CC, PC, QC (* 11. Januar 1934 in Shawinigan, Québec) ist ein ehemaliger kanadischer Politiker. Er war kanadischer Premierminister vom 4. November 1993 bis zum 12. Dezember 2003 für die Liberale Partei Kanadas.

## Werdegang
Nachdem er in seiner Jugend von der Bell-Lähmung betroffen war, ist seine linke Gesichtshälfte gelähmt. Nach seinem Schulabschluss studierte er in Québec Jura an der Universität Laval.
Seine politische Karriere begann er mit seiner Wahl ins kanadische Unterhaus im Jahre 1963. 1966 wurde er Staatssekretär im Finanzministerium. 1968 wurde Chrétien dann zuerst zum Minister für Steuerschätzung und Steueraufkommen und im selben Jahr noch zum Minister für die Belange der Ureinwohner und der Northern Territories befördert. Chrétien wurde 1974 Chef des Schatzamtes, zwei Jahre später Handelsminister, um 1977 dann Finanzminister zu werden. 1980 wechselte er im Kabinett ins Justizressort. Während seiner Amtszeit als Justizminister spielte Chrétien eine entscheidende Rolle bei den Verhandlungen um die Verabschiedung der kanadischen Verfassung. 1982 wechselte er dann abermals die Ressorts, um das Amt als Minister für Energie, Bergbau und natürliche Ressourcen anzutreten.
Der erste große Karriereknick kam im Jahre 1984, als Pierre Trudeau seinen Rücktritt vom Vorsitz der kanadischen liberalen Partei bekanntgab. Chrétien bewarb sich zusammen mit John Turner um den vakanten Parteivorsitz, um dann im zweiten Wahlgang zu verlieren. Zwar ernannte Turner Chrétien zum Außenminister und stellv. Premierminister, allerdings war das Verhältnis zwischen den beiden gespannt. So gab Chrétien 1986 alle Ämter auf und gab bekannt, dass er sich aus dem öffentlichen Leben zurückziehen wolle. Als Turner jedoch 1989 den Parteivorsitz abgab, meldete sich Chrétien zurück, um nochmals um den Parteivorsitz zu kämpfen. Im Juni 1990 besiegte er Paul Martin auf dem Parteitag der Liberalen im ersten Wahlgang. Auch zog er im selben Jahr wieder ins Unterhaus ein.

## Premierminister
Im Oktober 1993 gewann die liberale Partei die Unterhauswahlen mit großer Mehrheit, so dass Chrétien Premierminister wurde und seine Vorgängerin Kim Campbell von der konservativen Partei ablöste. Er wurde 1997 und 2000 im Amt bestätigt.
Chrétien sah es in seiner Dienstzeit als eine der Hauptaufgaben an, die drohende Abspaltung von Québec vom kanadischen Mutterland zu verhindern. In der Volksabstimmung von 1995 stimmte dann auch die Mehrheit der Bevölkerung von Québec gegen die Unabhängigkeit. Allerdings war diese Mehrheit relativ knapp, so dass Chrétien ein Gesetz verabschieden ließ, mit dem die Unabhängigkeit von Provinzen erschwert werden sollte. Auch wurde das kanadische Jugendstrafrecht von Grund auf reformiert. Zudem machte er sich für die Legalisierung von Marihuana stark, was er allerdings nicht durchsetzen konnte.
Auch unterstützte Kanada, unter Chrétiens Ägide, nicht die Invasion Iraks durch die Koalitionstruppen unter Führung der USA im Jahre 2003. Kanada stellt jedoch, zusammen mit Deutschland, das größte Militärkontingent an der ISAF in Afghanistan, wofür sich Chrétien einsetzte.

## Rücktritt und Pension
Im Jahre 2002 lief Chrétien Gefahr, nicht wieder zum Parteivorsitzenden gewählt zu werden. Um einer drohenden Niederlage auszuweichen, erklärte er, dass er nicht noch einmal zum Parteivorsitz antreten würde und den Premierministerposten im Januar 2004 abgeben wolle. Im Dezember 2003 wurde dann Paul Martin vom Unterhaus zum neuen Premierminister gewählt.
Chrétien ist nun noch als Anwalt tätig. Er war seit 1957 verheiratet. Seine Frau Aline starb im September 2020 im Alter von 84 Jahren. Er hat zwei Söhne und eine Tochter.